# Violet Walrond
Violet Ethel Mary Walrond (* 27. Februar 1905 in Auckland; † 17. Dezember 1996 in Taupō) war eine neuseeländische Schwimmerin.

## Karriere
Walrond nahm 1920 im Alter von 15 Jahren als erste neuseeländische Frau an Olympischen Spielen teil. Bei den Wettkämpfen im belgischen Antwerpen erreichte sie über 100 m und 300 m Freistil jeweils das Finale – so wurde sie über die kürzere Distanz Fünfte, im anderen Wettbewerb konnte sie aufgrund kurzfristiger Erkrankung im finalen Lauf nicht antreten. Im Anschluss an die olympischen Veranstaltungen belegte sie bei einem Wettkampf über acht Kilometer auf der Themse den dritten Platz. Bei den australischen Meisterschaften war sie über 100 Yards Freistil siegreich. 1924 sollte sie gemeinsam mit ihrer Schwester Edna erneut an Olympischen Spielen teilnehmen, durfte aber aufgrund fehlender Erlaubnis ihres Vaters nicht zu den Wettkämpfen in Paris reisen.